# Jovica Cvetković
Jovica Cvetković (srpski: Јовица Цветковић; Beograd, 18. rujna 1959.), srbijanski rukometaš i bivši izbornik Srbije.

## Klupska karijera
Svoju profesionalnu karijeru započeo je krajem 1970-ih u RK Crvena zvezda, gdje ostaje sve do sezone 1984./1985., kada se seli u Rukometni klub Metaloplastika iz Šapca, jedan od vodećih jugoslavenskih klubova u to vrijeme. Cvetković je u Meteloplastici bio jedan od glavnih igrača i golgetera, a uz njega su igrali i Dejan Lukić, Miloš Karanović i Đorđije Rasić. S Metaloplastikom je imao kako domaćeg, tako i europskog uspjeha. Dva puta zaredom osvajao je EHF-ovu Ligu prvaka, a ima i titulu prvaka Jugoslavije u rukometu. Godine 1987. započinje njegova inozemna karijera. Prva postaja bio je njemački GWD Minden, klub iz 2. Bundeslige – Sjever. Cvetković je bio najbolji strijelac te lige. Nakon godinu dana odlazi u Španjolsku gdje je igrao za klubove Bidasoa Irún i CB Cantabria. Cvetković se krajem 1980-ih povukao i posvetio trenerkoj karijeri. 

## Reprezentativna karijera
Tijekom igračke karijere je nastupao i za rukometnu reprezentaciju Jugoslavije s kojom je 1986. u Švicarskoj bio svjetski prvak. Igrao je na poziciji desnog vanjskog i skupio je više od 100 nastupa za reprezentaciju. Slovio je za jednog od najboljih desnih vanjskih svog vremena.

## Trenerska karijera
Trenersku je karijeru započeo u RK Crvena zvezda gdje je ostao sve do 2004. godine. Tijekom sezona 1996/1997. i 2003/2004. osvajao je duplu krunu s tim klubom. Bio je i član uprve kluba. Nakon toga odlazi u Makedoniju gdje trenira RK Metalurg Skopje. Razlog odlaska iz Crvene zvezde je i danas nerazjašnjen jer je Cvetković imao uspješnu karijeru tamo. Neki su smatrali da je razlog odlaska Cvetkovićevo navodno članstvo u Srpskoj radikalnoj stranci, no Cvetković je opovrgnuo da su razlozi politički motivirani, a opovorgnuo je i da je ikada bio član SRS-a. Nakon napuštanja klupe Srbije, Cvetković je postao trener rumunjskog kluba HCM Constanța s kojim je tijekom sezone 2010./2011. igrao u Ligi prvaka, ali je već u listopadu 2010., nakon 3 mjeseca, dobio ostavku.

## Izbornička karijera
Godine 2006. postao je izbornik Srpske rukometne reprezentacije. Cvetković je planirao potpunu rekonstrukciju momčadi i vračanju njezine stare slave. U tome je nakon napornog rada i uspio te se momčad uspjela plasirati na svjetsko prvenstvo 2009. u Hrvatskoj. Ždrijebana je u jaku skupinu D gdje su joj protivnici bili Saudijska Arabija, Egipat, Brazil, Norveška i Danska. Srbija je pobjedama protiv Saudijske Arabije, Egipta i Norveške uspjela osigurati prolaz i pokazala je jako dobru igru, parirajući Dancima koje je vodila sve do posljednjih minuta. U drugom krugu je dopala u još jaču skupini gdje je osim Danske i Norveške, za protivnike dobila Makedoniju, Njemačku i Poljsku. Nakon izvrsne utakmice s Nijemcima, koja je završila remijem, izmoreni Srbi su izgubili od Poljaka i time ostali bez prilike za prolaz u polufinale. No, unatoč borbi za 5. do 12. mjesta, Srbija je pokazala dobru igru, a Cvetković je dokazao da je na dobrom putu ka vračanju Srbije na staru razinu igre. 
Cvetković je imao ugovor do 2012. godine kojeg je sklopio s RSS-om, no, zbog pritiska medija, najavio je svoj odlazak nakon SP-a. Srbija svoj nastup na SP-u završava 29. siječnja 2009., kada će biti poznato hoće li Jovica Cvetković ostati ili napustiti klupu Srbije. Prema najnovijim izjavama igrača reprezentacije, ali i samog Cvetkovića, iako ne direktno, evidento je da Cvetković još uvijek ostaje na klupi Srbije. Unatoč tome što je izvorno odustao od ostavke, negdje nakon kvalifikacija za EP u Austriji, dao je ostavku, a zamijenio ga je Sead Hasanefendić.

## Privatni život
Cvetković živi u Beogradu sa svojom suprugom s kojom ima dvoje djece.